# Santiago Yaitepec
Santiago Yaitepec es una localidad del estado mexicano de Oaxaca, localizado en la Región Costa de la entidad. Es la cabecera del municipio de Santiago Yaltepec.

## Demografía
| Censo | Población |
| ----- | --------- |
| 1900  | 767       |
| 1910  | 884       |
| 1921  | 968       |
| 1930  | 1065      |
| 1940  | 1197      |
| 1950  | 1414      |
| 1960  | 1247      |
| 1970  | 909       |
| 1980  | 1059      |
| 1990  | 1609      |
| 1995  | 3242      |
| 2000  | 3080      |
| 2005  | 3665      |
| 2010  | 4120      |
| 2020  | 4233      |